# بی‌نظیر (فیلم ۱۹۸۲)
بی‌نظیر (به هندی: Bemisal) یا بی‌مثال فیلمی محصول سال ۱۹۸۲ و به کارگردانی هریشیکش موکرجی است. در این فیلم بازیگرانی همچون آمیتاب باچان، راکهی گولزار، وینود مهرا، ای. کی. هانگال، دون ورما، آنجان سیرواستاو ایفای نقش کرده‌اند.